# Yendi
Yendi és una ciutat de Ghana, capital del Yendi Municipal district a la Regio Septentrional de Ghana. Yendi té una població (segons el cens del 2012) de 52.008 habitants.
Fou la capital del regne dels dagombes (regne de Dagbon). El 1897 va donar nom a una zona neutral (Yendi Neutral Zone) que es va formar entre els territoris britànics i alemanys (principalment el regne de Dagbon, però també algunes zones properes). El 1899 en el tractat germanobritànic va quedar en mans d'Alemanya, retornant als britànics el 1914. Per detall de la seva història vegeu Dagbon.